# Distrikt Colcabamba (Aymaraes)
Der Distrikt Colcabamba liegt in der Provinz Aymaraes in der Region Apurímac im zentralen Süden von Peru. Der Distrikt besitzt eine Fläche von 91,8 km². Beim Zensus 2017 wurden 729 Einwohner gezählt. Im Jahr 1993 lag die Einwohnerzahl bei 668, im Jahr 2007 bei 786. Die Distriktverwaltung befindet sich in der 3360 m hoch gelegenen Ortschaft Colcabamba mit 501 Einwohnern (Stand 2017). Colcabamba liegt 32 km nördlich der Provinzhauptstadt Chalhuanca.

## Geographische Lage
Der Distrikt Colcabamba liegt im Andenhochland im Nordwesten der Provinz Aymaraes. Der Río Llehua durchquert den Distrikt in südöstlicher Richtung und mündet in den Río Chalhuanca. Dieser fließt entlang der südöstlichen Distriktgrenze nach Nordosten.
Der Distrikt Colcabamba grenzt im Westen an den Distrikt Toraya, im Nordwesten an die Distrikte Tumay Huaraca, Andahuaylas und José María Arguedas (alle drei in der Provinz Andahuaylas), im Norden an den Distrikt Lucre, im Nordosten an den Distrikt Tintay sowie im Südosten an die Distrikte Chapimarca und Ihuayllo.